# Kalombo N'Kongolo
Kalombo N'Kongolo (Léopoldville, Congo-Kinshasa, 17 de julio de 1961-Lisboa, Portugal, 10 de marzo de 1993) fue un futbolista de la República Democrática del Congo que jugó en la posición de defensa central.

## Carrera

### Club
| Periodo   | Club        | Apariciones | Goles |
| --------- | ----------- | ----------- | ----- |
| 1986-1987 | FC Liège    | 24          | 1     |
| 1987-1988 | SC Espinho  | 31          | 2     |
| 1988–1989 | FC Porto    | 17          | 0     |
| 1989–1992 | SC Espinho  | 65          | 6     |
| 1992–1993 | Atlético CP | 8           | 0     |

### Selección nacional
Jugó para Zaire en 12 ocasiones de 1985 a 1991 y participó en la Copa Africana de Naciones 1988.

## Muerte
El 10 de marzo de 1993 luego de estar por algunos meses con el Atlético Clube de Portugal en la tercera división, fallece a causa de un émbolo en el cerebro a los 31 años de edad.

## Logros
- Segunda Liga (1): 1991/92
- Copa de la Liga de Bélgica (1): 1986